# Chance futsal liga 2012/2013
V soubojích 21. ročníku 1. české futsalové ligy 2012/13 (sponzorským názvem Chance futsal liga) se utkalo v základní části 12 týmů dvoukolovým systémem podzim – jaro. Do vyřazovací částí postoupilo prvních osm týmů v tabulce. Nováčky soutěže se staly týmy FC Démoni Česká Lípa (vítěz 2. ligy – sk. Západ) a Helas Brno (vítěz 2. ligy – sk. Východ). Vítězem základní části soutěže se stal tým FK ERA-PACK Chrudim. Sestupujícími se měli stát po ukončení základní části týmy SK Indoss Plzeň a FC Démoni Česká Lípa, ovšem po ukončení sezóny zanikl tým Bohemians 1905 díky čemuž Plzeň mohla v 1. lize nadále pokračovat. Další sezónu se na prvoligové mapě neobjevil také tým FC Torf Pardubice, který svoji licenci prodal nově založené pražské Spartě. Vítězem soutěže se stal tým FK ERA-PACK Chrudim, který ve finále porazil tým FC Tango Brno 3:0 na zápasy.

## Kluby podle krajů
- Praha (2): Bohemians 1905, SK Slavia Praha
- Středočeský (2): FK SAT-AN Kladno, FC Benago Zruč nad Sázavou
- Plzeňský (1): SK Indoss Plzeň
- Ústecký (1): FC Balticflora Teplice
- Liberecký (1): FC Démoni Česká Lípa
- Pardubický (3): FK ERA-PACK Chrudim, FC Torf Pardubice, 1. FC Nejzbach Vysoké Mýto
- Jihomoravský (2): Helas Brno, FC Tango Brno

## Základní část
| Poř. | Tým                        | Z  | V  | R | P  | VG  | OG  | B  |
| ---- | -------------------------- | -- | -- | - | -- | --- | --- | -- |
| 1.   | FK ERA-PACK Chrudim        | 22 | 22 | 0 | 0  | 201 | 25  | 66 |
| 2.   | FC Benago Zruč nad Sázavou | 22 | 17 | 2 | 3  | 114 | 54  | 53 |
| 3.   | FC Tango Brno              | 22 | 15 | 3 | 4  | 127 | 52  | 48 |
| 4.   | Bohemians 1905             | 22 | 14 | 2 | 6  | 122 | 72  | 44 |
| 5.   | 1. FC Nejzbach Vysoké Mýto | 22 | 13 | 1 | 8  | 77  | 84  | 40 |
| 6.   | FC Balticflora Teplice     | 22 | 10 | 3 | 9  | 88  | 84  | 33 |
| 7.   | Helas Brno                 | 22 | 7  | 4 | 11 | 79  | 99  | 25 |
| 8.   | SK Slavia Praha            | 22 | 6  | 3 | 13 | 56  | 93  | 21 |
| 9.   | FK SAT-AN Kladno           | 22 | 6  | 3 | 13 | 56  | 104 | 21 |
| 10.  | FC Torf Pardubice          | 22 | 6  | 0 | 16 | 60  | 120 | 18 |
| 11.  | SK Indoss Plzeň            | 22 | 5  | 0 | 17 | 61  | 144 | 15 |
| 12.  | FC Démoni Česká Lípa       | 22 | 0  | 1 | 21 | 60  | 170 | 1  |

Poznámky
- Z = Odehrané zápasy; V = Vítězství; R = Remízy; P = Prohry; VG = Vstřelené góly; OG = Obdržené góly; B = Body

|  | Postup do vyřazovací části soutěže       |
|  | Klub po ukončení vyřazovací části zanikl |
|  | Sestup do příslušné skupiny 2. ligy      |

## Vyřazovací část

### Čtvrtfinále
| Tým A                      | Výsledek série | Tým B                      | Výsledky jednotlivých zápasů        |
| -------------------------- | -------------- | -------------------------- | ----------------------------------- |
| FK ERA-PACK Chrudim        | 3:0            | SK Slavia Praha            | 9:0, 4:2, 10:1                      |
| FC Benago Zruč nad Sázavou | 3:0            | Helas Brno                 | 7:3, 10:4, 4:3                      |
| FC Tango Brno              | 3:0            | FC Balticflora Teplice     | 8:3, 3:0, 9:1                       |
| Bohemians 1905             | 2:3            | 1. FC Nejzbach Vysoké Mýto | 7:5, 4:5pp, 3:1, 1:8, 2:2pp (4:5pk) |

### Semifinále
| Tým A                      | Výsledek série | Tým B                      | Výsledky jednotlivých zápasů |
| -------------------------- | -------------- | -------------------------- | ---------------------------- |
| FK ERA-PACK Chrudim        | 3:0            | 1. FC Nejzbach Vysoké Mýto | 10:2, 6:2, 20:0              |
| FC Benago Zruč nad Sázavou | 2:3            | FC Tango Brno              | 5:4, 9:3, 4:5pp, 3:5, 2:8    |

### Finále
| Tým A               | Výsledek série | Tým B         | Výsledky jednotlivých zápasů |
| ------------------- | -------------- | ------------- | ---------------------------- |
| FK ERA-PACK Chrudim | 3:0            | FC Tango Brno | 4:2, 3:2, 6:3                |

## Vítěz
| Chance futsal liga 2012/13 FK ERA-PACK Chrudim (9. titul) |